# Rödkämpar
Rödkämpar (Plantago media) är en växtart i familjen grobladsväxter. 